# Franciszek Ginter
Franciszek Ginter (ur. 28 stycznia 1920 w Mielnie, zm. 29 stycznia 2001 w Przewłoce) – polski rolnik, poseł na Sejm PRL IV i V kadencji.

## Życiorys
Uzyskał wykształcenie podstawowe. Prowadził własne gospodarstwo rolne w Jezierzu. Był również kierownikiem gospodarki rolnej w Kółku Rolniczym w Jezierzu. W 1965 i 1969 uzyskiwał mandat posła na Sejm PRL w okręgu Szczecinek z ramienia Zjednoczonego Stronnictwa Ludowego, przez dwie kadencje zasiadał w Komisji Rolnictwa i Przemysłu Spożywczego.
Został pochowany na cmentarzu komunalnym w Ustce.

## Odznaczenia
- Złoty Krzyż Zasługi
- Medal Zwycięstwa i Wolności 1945
- Odznaka 1000-lecia Państwa Polskiego (1966)[2]